# Galvanoplastika
Galvanoplastika, elektrooblikovanje ili elektroformiranje je nanošenje metala na električki vodljiv model radi proizvodnje složenih konstrukcijskih dijelova, kalupa, matrica i slično. Elektrooblikovanje se može podijeliti na proizvodnju konstrukcijskih dijelova (na primjer cijevi, folija, limova) i na pojedinačno dobivanje alata za oblikovanje, na primjer kalupa, kalibara, matrica, patrica i drugih dijelova za preradbu polimernih materijala, negativa, pozitiva, matrica i patrica za proizvodnju gramofonskih ploča i proizvodnju mjernih naprava za ispitivanje drugih proizvoda. Danas se najviše elektrooblikuje niklom, osobito radi dobivanja proizvoda s vrlo tvrdom površinom (trostruko tvrđom od površine masivnoga nikla) i drugim povoljnim mehaničkim svojstvima (bliskim mehaničkim svojstvima čelika), a vrlo otpornih prema koroziji. Bakrom se elektrooblikuje najviše radi ukrasa (dekoracije), a u tehnici uglavnom radi dobivanja proizvoda s visokom vodljivošću i drugim svojstvima važnima za elektrotehniku. Za neke specijalne namjene elektrooblikuje se i drugim metalima (na primjer srebrom, kromom, željezom). 
Opći postupak pri elektrooblikovanju obuhvaća izradbu modela, nanošenje vodljivih, odnosno razdvojnih slojeva, mehaničku pripremu, galvanizacija, pojačavanje galvanskih slojeva, mehaničku obradbu prije odvajanja, odvajanje proizvoda i naknadnu obradu. Da bi se dobila dovoljno vjerna reprodukcija nekoga tijela, model za elektrooblikovanje mora biti dovoljno točno izrađen, a promjene njegova oblika ne smiju prekoračiti granice određene tolerancijama, pa mora biti dovoljno postojan u uvjetima procesa. Za to je najvažnije da materijal modela ima malen koeficijent toplinskog istezanja, da je dovoljno čvrst kako bi odolio unutrašnjim naprezanjima galvanskih slojeva i dovoljno otporan prema koroziji u kupkama. Elektrooblikovanje je često najprikladniji postupak za dobivanje vrlo tankih limova i metalnih folija. Od tih proizvoda najvažniji su bakreni limovi za elektrotehniku, osobito za tiskane spojeve. Takvi se limovi izrađuju komadno, na plosnatim ili cilindričnim modelima ili u neprekidnoj traci, pri čemu za modele služe rotirajući bubnjevi.

## Povijest i primjena
Pronalazač tehnike je Rus Moritz Hermann von Jacobi i to 1838., a tehnika je odmah bila korištena za izradu štamparskih matrica, te za još neke druge postupke (izrada zubnih proteza,izrada skulptura(već 1849.), izrada kopija metalnih starina). Danas se ovom tehnikom između istalog izrađuju kalupi za lijevanje plastičnih masa, kalupi za izradu CD-ova,te je se koristi za izradu šupljih vodiča koji se koriste u visokofrekventnoj tehnici. Tehnika se koristi i za izradu nakita od plemenitih metala.U određenoj mjeri koristi se i za konzerviranje restauriranje metalnih predmeta kulturne baštine.

## Vanjske poveznice
Galvanoplastische Kopien antiker Metallgegenstände